# Mariola Platte
Mariola Platte (ur. 20 kwietnia 1956 w Gdyni, zm. 29 października 2015 w Olsztynie) – polska pisarka, poetka, eseistka, felietonistka i autorka tekstów piosenek.

## Życiorys
Studiowała filologię polską na Uniwersytecie Gdańskim. Ukończyła upowszechnianie kultury ze specjalizacją filmoznawstwo. Związana była z Warmią i Mazurami: w 1981 roku zamieszkała we wsi Gierzwałd, w gminie Grunwald. Prowadziła gospodarstwo agroturystyczne „Plattówka”

## Twórczość i działalność artystyczna
Była autorką poezji, opowiadań, esejów, reportaży, felietonów. Pracowała w zespołach redakcyjnych czasopisma "Ziemia Ostródzka", "Perła Mazur", wydawała pismo "Dość". Swoje utwory publikowała w czasopismach "Gazeta Olsztyńska" i "Dziennik Pojezierza". Była autorką programu poetyckiego Nas-troje i nie-pokoje. Współpracowała z Polskim Radiem Olsztyn pisząc felietony. Dla olsztyńskiego zespołu Czerwony Tulipan napisała piosenki, które znalazły się na kasetach i płytach. Napisała komedię muzyczną W naszym domu. Prapremiera odbyła się w Teatrze im. Stefana Jaracza w Olsztynie w 30 czerwca 1994 roku w reż. Artura Hofmana. Wiersze Marioli Platte zamieszczono w zbiorze Otwarte okno. Antologia poetów i pisarzy Oddziału Warmińsko-Mazurskiego Stowarzyszenia Autorów Polskich w Ostródzie (Ostróda, 2008), Harmonia Dusz. Antologia poezji współczesnej, a także Antologia poetów wsi. Słowa na miedzy przysiadły.. (Warszawa, 2012). 
W latach 2001–2006 była prezesem Warmińsko-Mazurskiego Oddziału Stowarzyszenia Autorów Polskich z siedzibą w Ostródzie. We wrześniu 2007 roku w teatrze w Grudziądzu prezentowano spektakl Dokąd Grupy Autorskiej „Dokąd” Ireneusza Betlewicza i Marioli Platte.

### Dorobek pisarski
- Cztery pory życia. (Olsztyn, 1989)
- Jedyne co mam… czyli Pięć lat współpracy z „Czerwonym Tulipanem. (Gierzwałd, 1993)
- Czekam na miłość. Wybór wierszy i piosenek. (Gierzwałd, 1996)
- Kiedy zima ma się ku wiośnie... Wybór wierszy i piosenek. (Warszawa, 1997)
- Dusze mgieł. Wybór wierszy i piosenek. (Gierzwałd, 2003)
- Najpiękniejsze żniwa. Wybór wierszy. (Ostróda, 2006)
- Dotyk – menu miłości. Wybór wierszy z lat 1984-2008. (Ostróda, 2008)
- Otwarte okno. Antologia poetów i pisarzy Oddziału Warmińsko-Mazurskiego Stowarzyszenia Autorów Polskich w Ostródzie (Ostróda,2008)
- Harmonia dusz. Antologia poezji współczesnej (Warszawa, 2011)
- Antologia poetów wsi. Słowa na miedzy przysiadły.. (Warszawa, 2012)

## Działalność agroturystyczna
Platte zaangażowana była także w działalność agroturystyczną. Była autorką informatora Zapraszamy na wieś. Warmia i Mazury (Olsztyn, 2000). Była prezesem oraz członkiem zarządu Warmińsko-Mazurskiego Stowarzyszenia Agroturystycznego. Jej gospodarstwo agroturystyczne (należące od 2009 r. do Europejskiej Sieci Dziedzictwa Kulinarnego: Warmia, Mazury i Powiśle) zdobyło liczne nagrody i wyróżnienia, m.in.
- 2009: „Róża Powiatu” ostródzkiego
- 2010: II Międzynarodowych Targów Turystyki Wiejskiej i Agroturystyki w Kielcach

## Nagrody i odznaczenia
- 1989: program poetycki Nas-troje i Nie-pokoje zdobył nagrodę Targów Estradowych w Łodzi
- 2002: Odznaka „Zasłużony Działacz Kultury”
- 2003: laureatka „Złotej Dziesiątki” Kobiety Sukcesu